# خیابان شهید بهشتی

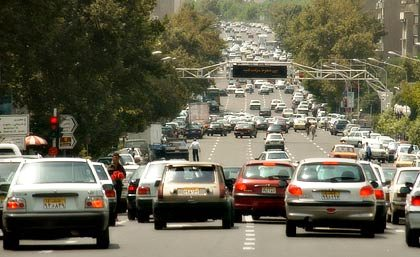
ترافیک خیابان شهید بهشتی (عباس‌آباد)

خیابان شهید دکتر بهشتی که با نام خیابان عباس‌آباد هم شناخته می‌شود، یکی از خیابان‌های مرکزی تهران است که در محله عباس‌آباد قرار دارد. این خیابان که جهتی شرقی - غربی دارد از سمت غرب به خیابان ولی‌عصر و از سمت شرق به خیابان شریعتی منتهی می‌شود. خیابان بهشتی به سمت غرب یک‌طرفه است. این خیابان به افتخار سید محمد بهشتی سیاستمدار و فقیه ایرانی و دومین رئیس قوه قضائیه ایران نام گذاری شده است.

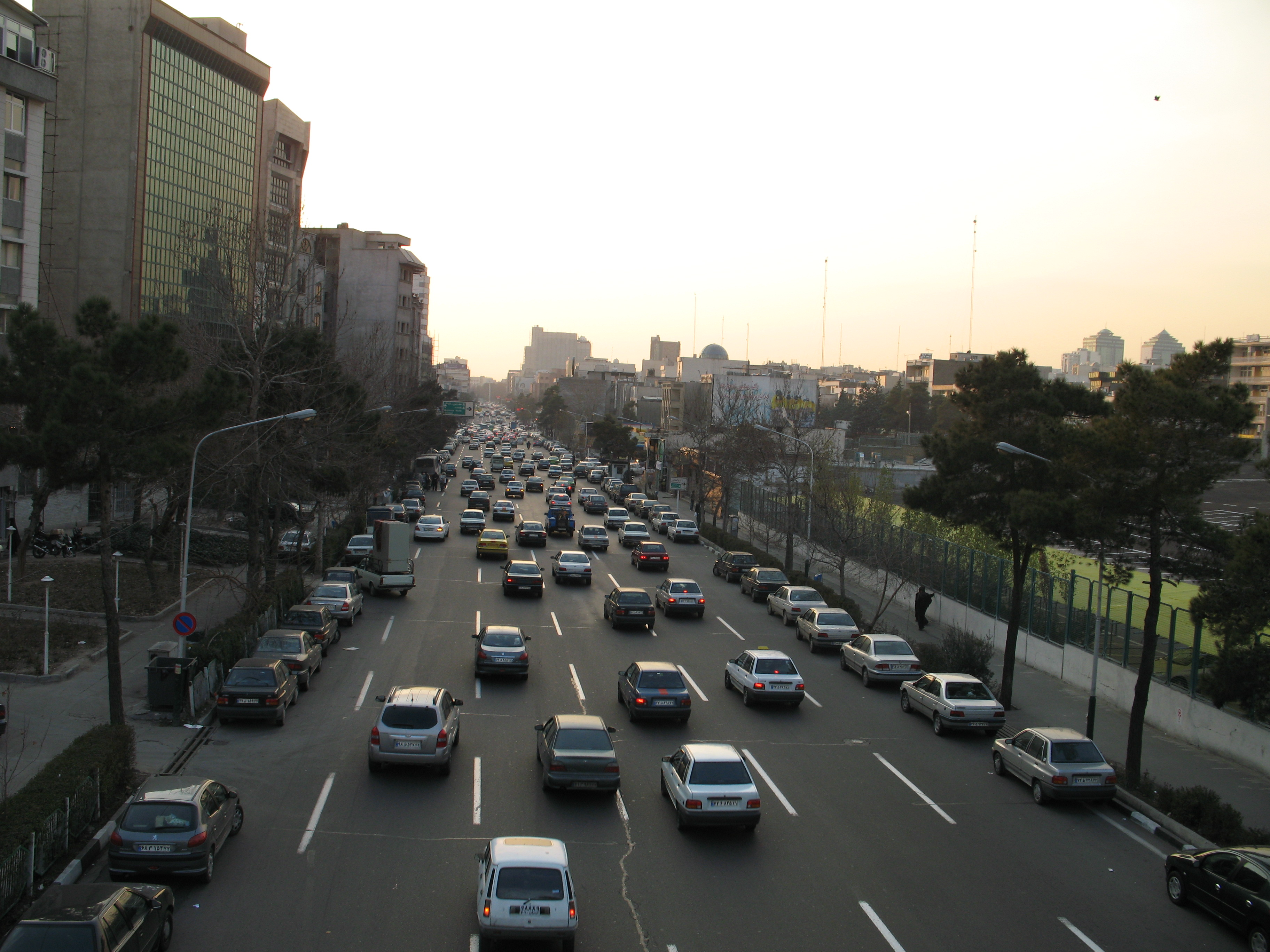
نمایی از خیابان شهید بهشتی (عباس‌آباد)

این خیابان،یکی از مهمترین خیابان های تهران است و دلیل آن یکی نزدیک بودن آن به مرکز شهر و دلیل دیگر آن است که خیل زیادی از مراکز مهم سیاسی،اقتصادی،سفارت و ... مانند سفارت های ژاپن.هند.کانادای سابق.آرژانتین،سازمان مودیان مالیات کل کشور،ن،اداره تجهیزات۱ مدارس آموزش و پرورش،مخابرات منطقه ۸،سینما آزادی و خیلی دیگر از مراکز مهم است.

## دسترسی
خیابان بهشتی از طریق ایستگاه های مترو شهید بهشتی، سهروردی،شهید قدوسی و میرزای شیرازی قابل دسترسی است و ایستگاه های مترو فوق از شرق خیابان تا غرب آن قرار دارند.

## ورودی‌ها و برخوردگاه‌ها
این خیابان در مسیر خود از مناطق شهرداری ۷ و ۶ عبور می‌کند.
| از شرق به غرب                                 | از شرق به غرب |
| --------------------------------------------- | ------------- |
| خیابان شریعتی (چهارراه قصر)                   |               |
| خیابان سهروردی                                |               |
| ایستگاه مترو سهروردی                          |               |
| خیابان شهید صابونچی (خیابان مهناز)            |               |
| خیابان شهید قنبرزاده                          |               |
| خیابان شهید مفتح                              |               |
| ایستگاه متروی شهید بهشتی                      |               |
| خیابان میرعماد                                |               |
| بزرگراه شهید مدرس                             |               |
| خیابان بخارست - خیابان قائم مقام فراهانی      |               |
| خیابان سید حسن نصرالله - خیابان میرزای شیرازی |               |
| خیابان ولی‌عصر                                 |               |
| از غرب به شرق                                 |               |